# یوزف فردیناند فرومیلر

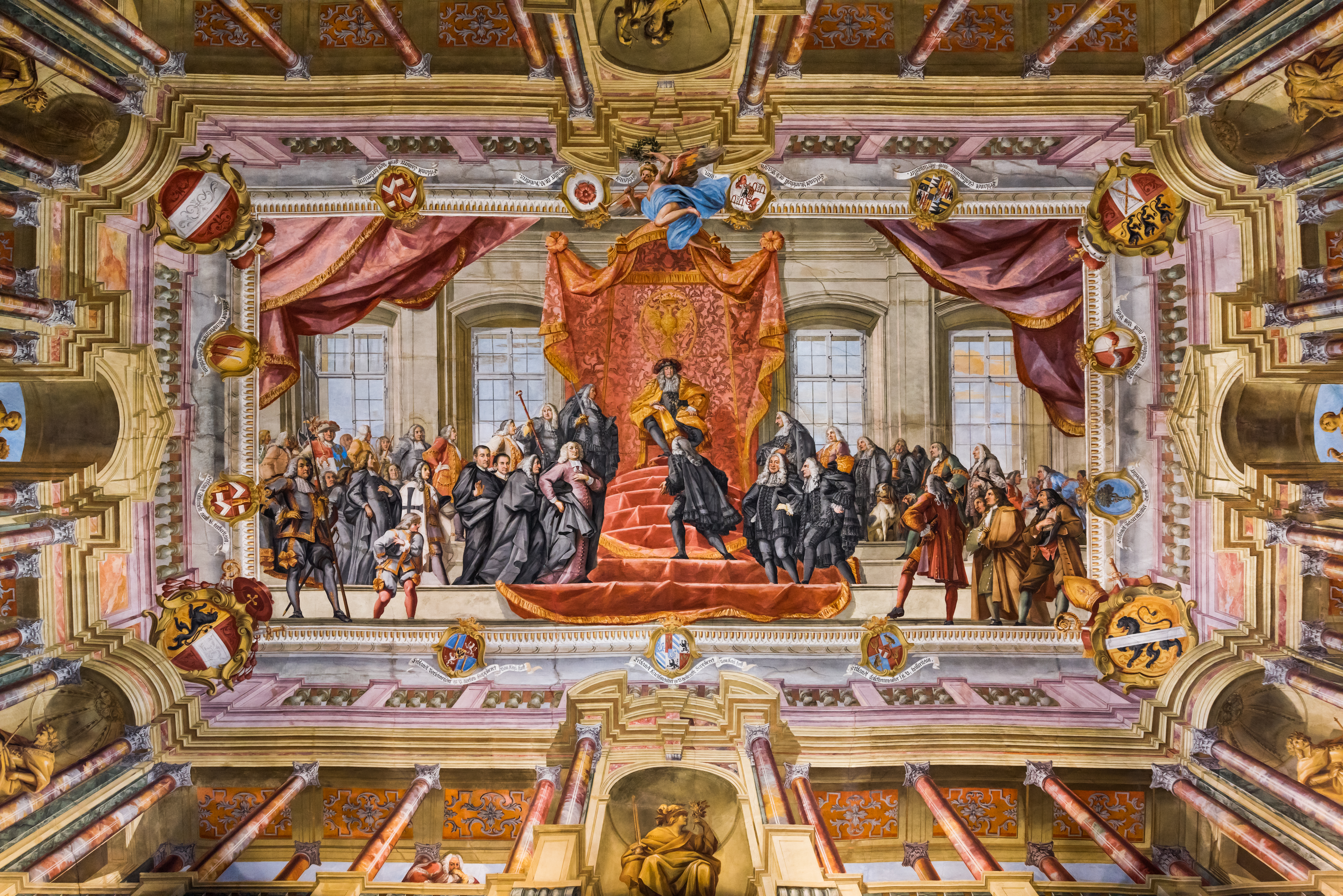
نگاره‌ای از نقاشی سقفی در تالار بزرگ نشان‌ها در لندهاوس، اثر یوزف فردیناند فرومیلر. اثر، ادای احترام اشراف کارینتیا به کارل ششم، امپراتور مقدس روم را نشان می‌دهد. تاریخ پایان این فرسکو سال ۱۷۴۰ میلادی است.

یوزف فردیناند فرویلر (به آلمانی: Josef Ferdinand Fromiller) یک نقاش برجستهٔ اتریشی در سدهٔ ۱۸ میلادی در سبک نقاشی باروک بود.

## حیات
فرومیلر که از سال ۱۷۳۳ میلادی برای بزرگان و روحانیون خدمت می کرد و خود را "مالر مورخین منظر" نام می برد، به اختصاص به علت فعالیت مهم خود، همانند فرسکوهای او که در سال ۱۷۴۰ در تالار عظیم نشان اسلحه در کلاگنفورت آماده شده بود، معروف شد. بعد از آن در این مکان به امپراتور کارل ششم ادای احترام نمود